# 秦秀明
秦 秀明（はた ひであき 1978年6月27日 -）は、東京都出身の日本の演技コーチ、演出家。
合同会社DESAFIADORES代表。

## 来歴
映画監督相米慎二に影響を受け、アクティングコーチとして多数の芸能プロダクションやスクールで演技講師・育成カリキュラム監修を務める

## 経歴

### 演技コーチとして[1]
- ヒラタオフィス（選抜育成担当）
- ヒラタビーンズ（選抜育成担当）
- 研音（新人育成プロデューサー）
- スターダストプロモーション（選抜クラス担当）

- 東宝芸能
- オスカープロモーション
- アミューズ
- サンズエンタテインメント
- スターレイプロダクション
- アービング
- TRUSTAR
- ホリプロ
- レプロエンタテインメント（育成監修）
- レプロアスター（育成統括）
- ドレスコード
- テンカラット
- トヨタオフィス
- ABP
- ホリエージェンシー

### 担当俳優
- 松岡茉優[2]
- 望月歩[3]
- 横浜流星[4]
- 福士蒼汰[5]
- 工藤阿須加[6]
- 橋本マナミ[7]
- MEGUMI[8]
- 家入レオ[9]
- 桐山漣[10]
- 水石亜飛夢[11]
- 藤野涼子[12]
- 中山求一郎[13]